# Гомеш Кравинью, Жоау
Жоау Титтерингтон Гомеш Кравинью (порт. João Titterington Gomes Cravinho; род. 16 июня 1964, Коимбра) — португальский дипломат и государственный деятель. В прошлом — министр иностранных дел Португалии (2022—2024), министр национальной обороны (2018—2022).

## Биография
Родился в 1964 году в Лиссабоне.
Получил степень бакалавра, а затем степень магистра в Лондонской школе экономики. Получил степень доктора политологии в Оксфордском университете.
Работал профессором международных отношений на экономическом факультете Коимбрского университета, а также приглашенным профессором в Лиссабонском университетском институте (ISCTE) и на юридическом факультете Нового Лиссабонского университета.
Работал консультантом Института национальной обороны (IDN) при Министерстве национальной обороны Португалии, Фонда Галуста Гюльбенкяна, Европейской комиссии и Всемирного банка.
В 1999 году был координатором и членом специальной Миссии Организации Объединенных Наций в Восточном Тиморе (МООНВТ, UNAMET), под наблюдением которой 30 августа 1999 года прошёл референдум по самоопределению Восточного Тимора.
С 2001 по 2002 год был президентом Instituto da Cooperação Portuguesa.
С марта 2005 по июнь 2011 года был государственным секретарём по иностранным делам и сотрудничеству в 17 и 18-м правительствах.
С 2011 по 2015 год был главой делегации Европейского союза в Нью-Дели, столице Индии. С августа 2015 года по ноябрь 2018 года был главой делегации Европейского союза в Бразилиа, столице Бразилии.
12 октября 2018 года министр национальной обороны Жозе Алберту Азереду Лопеш подал в отставку на фоне скандала с кражей оружия со склада военной части в районе Танкуш в июле 2017 года. 15 октября Жоау Гомеш Кравинью назначен министром национальной обороны в правительстве под руководством премьер-министра Антониу Кошты (Социалистическая партия). Сохранил пост в следующем правительстве под руководством премьер-министра Антониу Кошты. Новое правительство принесло присягу 26 октября 2019 года.
Назначен министром иностранных дел Португалии в следующем правительстве под руководством премьер-министра Антониу Кошты. Новое правительство принесло присягу 30 марта 2022 года. Правительство ушло в отставку 2 апреля 2024 года.
В 2002 году опубликовал книгу Visões do Mundo, автор множества статей в специализированных академических журналах и газетах на темы, связанные с оборонной политикой, сотрудничеством и международными отношениями.